# Bruno Corazzari
Bruno Corazzari (Castellarano, 30 dicembre 1940 – Nepi, 29 luglio 2021) è stato un attore italiano.

## Filmografia

### Cinema
- Da uomo a uomo, regia di Giulio Petroni (1967)
- La più grande rapina del West, regia di Maurizio Lucidi (1967)
- Per 100.000 dollari t'ammazzo, regia di Giovanni Fago (1967)
- Il mio corpo per un poker (The Belle Starr Story), regia di Piero Cristofani e Lina Wertmüller (1968)
- Vivo per la tua morte, regia di Camillo Bazzoni (1968)
- Quanto costa morire, regia di Sergio Merolle (1968)
- I quattro dell'Ave Maria, regia di Giuseppe Colizzi (1968)
- Il grande silenzio, regia di Sergio Corbucci (1968)
- C'era una volta il West, regia di Sergio Leone (1968)
- Gangsters '70, regia di Mino Guerrini (1968)
- La legione dei dannati, regia di Umberto Lenzi (1969)
- Fortunata y Jacinta, regia di Angelino Fons (1970)
- Prima ti perdono... poi t'ammazzo, regia di Juan Bosch (1970)
- Roy Colt & Winchester Jack, regia di Mario Bava (1970)
- Indio Black, sai che ti dico: sei un gran figlio di..., regia di Gianfranco Parolini (1970)
- Sledge (A Man Called Sledge), regia di Vic Morrow (1970)
- Necropolis, regia di Franco Brocani (1970)
- Una nuvola di polvere... un grido di morte... arriva Sartana, regia di Giuliano Carnimeo (1970)
- Lo strano vizio della signora Wardh, regia di Sergio Martino (1971)
- Quel maledetto giorno della resa dei conti, regia di Sergio Garrone (1971)
- Il giorno del giudizio, regia di Mario Gariazzo (1971)
- Dirai: ho ucciso per legittima difesa, regia di Angelino Fons (1971)
- Sette orchidee macchiate di rosso, regia di Umberto Lenzi (1972)
- Un uomo da rispettare, regia di Michele Lupo (1972)
- Afyon - Oppio, regia di Ferdinando Baldi (1972)
- Ingrid sulla strada, regia di Brunello Rondi (1973)
- La polizia incrimina, la legge assolve, regia di Enzo G. Castellari (1973)
- Milano trema: la polizia vuole giustizia, regia di Sergio Martino (1973)
- Anna, quel particolare piacere, regia di Giuliano Carnimeo (1973)
- E cominciò il viaggio nella vertigine, regia di Toni De Gregorio (1974)
- Mussolini ultimo atto, regia di Carlo Lizzani (1974)
- Le calde labbra del carnefice, regia di Juan Bosch (1974)
- L'uomo senza memoria, regia di Duccio Tessari (1974)
- Giubbe rosse, regia di Joe D'Amato (1974)
- Il sospetto, regia di Citto Maselli (1975)
- I quattro dell'apocalisse, regia di Lucio Fulci (1975)
- Quanto è bello lu murire acciso, regia di Ennio Lorenzini (1975)
- La orca, regia di Eriprando Visconti (1976)
- Uomini si nasce poliziotti si muore, regia di Ruggero Deodato (1976)
- Dove volano i corvi d'argento, regia di Piero Livi (1977)
- Il cinico, l'infame, il violento, regia di Umberto Lenzi (1977)
- Io ho paura, regia di Damiano Damiani (1977)
- Sette note in nero, regia di Lucio Fulci (1977)
- Nella città perduta di Sarzana, regia di Luigi Faccini (1980)
- Black Cat (Gatto nero), regia di Lucio Fulci (1981)
- Hanna K., regia di Constantin Costa-Gavras (1983)
- Thunder, regia di Fabrizio De Angelis (1983)
- Black Tunnel, regia di Federico Bruno (1986)
- Il tenente dei carabinieri, regia di Maurizio Ponzi (1986)
- La vita di scorta, regia di Piero Vida (1986)
- Il caso Moro, regia di Giuseppe Ferrara (1986)
- Un tassinaro a New York, regia di Alberto Sordi (1987)
- Un uomo di razza, regia di Bruno Rasia (1989)
- Lo zio indegno, regia di Franco Brusati (1989)
- Mal d'Africa, regia di Sergio Martino [1990)
- L'avvoltoio può attendere, regia di Gian Pietro Calasso (1991)
- Il conte Max, regia di Christian De Sica (1991)
- Mutande pazze, regia di Roberto D'Agostino (1992)
- Body Puzzle, regia di Lamberto Bava (1992)
- Ricky & Barabba, regia di Christian De Sica (1992)
- Nel continente nero, regia di Marco Risi (1993)
- Fade out (Dissolvenza al nero), regia di Mario Chiari (1994)
- Il principe di Homburg, regia di Marco Bellocchio (1997)
- Ogni volta che te ne vai, regia di Davide Cocchi (2004)
- La scoperta dell'alba, regia di Susanna Nicchiarelli (2013)

### Televisione
- Cartesius, regia di Roberto Rossellini (1974)
- Spia - Il caso Philby, regia di Gian Pietro Calasso – miniserie TV (1977)
- La promessa, regia di Alberto Negrin (1979)
- Le ali della colomba, regia di Gianluigi Calderone (1981)
- L'enigma Borden, regia di Gian Pietro Calasso (1982)
- Marco Polo, regia di Giuliano Montaldo (1982)
- Scarlatto e nero, regia di Jerry London (1983)
- Incontrarsi e dirsi addio, regia di Mario Foglietti (1983)
- Raffaello, regia di Anna Zanoli (1984)
- Una donna a Venezia, regia di Sandro Bolchi – miniserie TV (1986)
- Le due croci, regia di Silvio Maestranzi (1988)
- Turno di notte, regia di Luigi Cozzi (1988) - episodio Via delle streghe -
- Natura contro, regia di Antonio Climati (1988)
- Valentina, regia di Gianfranco Giagni (1989) - episodio Valentina assassina -
- Il giudice istruttore, regia di Florestano Vancini (1990) - episodio Simulazione di reato -
- Il gorilla, regia di Duccio Tessari (1990) - episodio Le gorille et l'amazone -
- Un amore rubato, regia di Rodolfo Roberti (1994)
- Voci notturne, regia di Fabrizio Laurenti (1995)
- Linda e il brigadiere, regia di Gianfrancesco Lazotti (1997) - episodio La porta chiusa -
- L'avvocato Porta, regia di Franco Giraldi (1997)
- Cronaca nera, regia di Gianluigi Calderone (1998)
- Turbo, regia di Antonio Bonifacio (2000)
- Ferrari, regia di Carlo Carlei (2003)
- Nebbie e delitti, regia di Riccardo Donna (2005) - episodio Il fiume delle nebbie -
- Don Matteo 5, regia di Elisabetta Marchetti (2006) - episodio Una domenica tranquilla -
- Aldo Moro - Il presidente, regia di Gianluca Maria Tavarelli (2008)
- R.I.S. 4 - Delitti imperfetti, regia di Pier Belloni - serie TV, episodio 4x09 (2008)
- Lo smemorato di Collegno, regia di Maurizio Zaccaro (2009)
- L'ispettore Coliandro, regia dei Manetti Bros. (2009)
- Distretto di Polizia 11, regia di Alberto Ferrari, episodio 11x08 (2011)
- Il bosco, regia di Eros Puglielli (2015)

## Doppiatori italiani
- Gianfranco Bellini in Sette orchidee macchiate di rosso, Una nuvola di polvere... un grido di morte... arriva Sartana, Per 100.000 dollari t'ammazzo, La legione dei dannati, Sledge
- Sergio Tedesco in Vivo per la tua morte, La più grande rapina del West
- Luciano Melani in Quanto costa morire, L'uomo senza memoria
- Sergio Graziani in Il mio corpo per un poker
- Cesare Barbetti in  Gangsters '70
- Manlio De Angelis in Milano trema, la polizia vuole giustizia
- Luciano De Ambrosis in I quattro dell'Ave Maria
- Manlio Guardabassi in Prima ti perdono... poi t'ammazzo
- Renzo Palmer in I quattro dell'apocalisse
- Oreste Lionello in Quel maledetto giorno della resa dei conti
- Sandro Iovino in Thunder
- Romano Malaspina in  Ingrid sulla strada